# Ахенская чайка с лаковым щитком
Аахенская чайка с лаковым щитком (нем. Aachener Lackschildmövchen) — порода голубей, выведенная немецкими голубеводами. Родиной является город Аахен, откуда и пошло название породы.

## Полет
В основном птица декоративная, но отдельные экземпляры могут хорошо летать.

## Содержание
Голуби этой породы требовательны к условиям содержания и кормления, их жизнеспособность невысокая. Довольно плодовиты, хорошо откладывают и высиживают яйца. Но сами выкармливать птенцов часто не могут, при разведении нуждаются в кормилках — среднеклювых или длинноклювых голубях, обладающих хорошими способностями выкармливать птенцов.

### Стандарт на аахенских чаек с лаковым щитком
- Происхождение: Старая немецкая порода голубей. С середины XVIII века выращивается в районе Аахена и на других землях Рейна.
- Общий вид: Имеет характерный для чаек внешний вид. Цветной щиток крыла должен быть интенсивно окрашенным и блестящим.

  - Голова: По возможности круглая, широкая, с выпуклым лбом; всегда гладкая.
  - Глаза: Темно-коричневые, без красного века.
  - Клюв: Линия лба без излома следует к клюву. Клюв короткий, но имеет достаточную длину, чтобы птица могла кормить птенцов; телесного цвета, восковица слабо развита.
  - Шея: Короткая, имеет легкую горловую складку, манишка умеренно развита, голубевод не должен стремиться к её увеличению.
  - Грудь: Широкая, хорошо округленная.
  - Спина: Короткая, плавно спадающая к хвосту.
  - Крылья: Сомкнутые, плотно прилегают к телу. Лежат на краях хвоста, но не достигают его кончика.
  - Хвост: Короткий, сомкнутый.
  - Ноги: Короткие, неоперенные, покрыты боковыми перьями хвоста.
  - Оперение: Хорошо развитое. Перья широкие, от шеи до груди умеренно развита манишка. В области паха перья развитые слабо.
  - Основной цвет: Чёрный, красный и жёлтый.

- Цвет и рисунок: Всё оперение за исключением щитка белое. Щиток цветной, должен иметь интенсивный лаковый глянец и равномерно оформленный рисунок. При изящном лаковом глянце цветные штанишки на задней части живота не должны считаться недостатком, но предпочтение отдается целиком белым (кроме щитовидного рисунка на крыле) птицам. Желательны от 8 до 10 белых маховых перьев первого порядка.
- Недопустимые недостатки: Длинная и неуклюжая фигура, высокая посадка; чуб; полностью отсутствующая манишка; неправильное окрашивание (и жемчужные) глаза; слишком длинный или излишне короткий клюв; цветные перья, которые должны быть белыми, на различных частях туловища; плохая окраска щита.
- Оценка: Общее впечатление - Форма и размер - Цвет - Рисунок - Голова - Жабо.
- Размер кольца: 7.